# 鯖江駅
鯖江駅（さばええき）は、福井県鯖江市日の出町にある、ハピラインふくいハピラインふくい線の駅である。

## 概要
福井県嶺北地方の中心部に位置する同市の中心駅である。事務管コードは▲541426を使用している。
西日本旅客鉄道（JR西日本）時代には、2024年3月15日まで敦賀駅以北で走行していた特急列車のうち「しらさぎ」の全列車と「サンダーバード」の約半数が停車し、平日限定で運行された「おはようエクスプレス」・「おやすみエクスプレス」も停車していた。
かつては福井鉄道の鯖浦線が乗り入れていた。

## 歴史
- 1896年（明治29年）7月15日：官設鉄道北陸線の敦賀駅 - 福井駅間開通に伴い開業（一般駅）[1][2]。
- 1909年（明治42年）10月12日：線路名称制定、北陸本線所属駅となる。
- 1975年（昭和50年）3月10日：貨物の取扱を廃止（旅客駅となる）[4]。
- 1976年（昭和51年）：駅舎改築[5]。
- 1986年（昭和61年）11月1日：荷物の取扱を廃止[4]。
- 1987年（昭和62年）4月1日：国鉄分割民営化により、西日本旅客鉄道（JR西日本）の駅となる[4]。
- 2003年（平成15年）10月1日：特急「しらさぎ」がすべて当駅に終日停車するようになる。
- 2004年（平成16年）10月16日：特急「雷鳥」がすべて当駅に終日停車するようになる（「サンダーバード」は引き続き当駅通過列車を継続設定）。
- 2017年（平成29年）3月13日：発車メロディを平岡愛子作曲のマリンバ演奏によるオリジナル曲に変更[6][7][8]。
- 2018年（平成30年）9月15日：ICカード「ICOCA」の利用が可能となる[9][10][11][12][13][14]。
- 2024年（令和6年）
  - 1月8日：駅の第三セクター移管に先立って構内のセブン-イレブンキヨスクが閉店[15]。
  - 3月16日：北陸新幹線の金沢駅 - 敦賀駅間開業に伴い、ハピラインふくいの駅となる[16][17][18]。

## 駅構造
単式ホーム1面1線と島式ホーム1面2線、計2面3線のホームを有する地上駅である。1番のりばは線路西側の単式ホーム、2・3番のりばは跨線橋と連絡している島式ホーム（待合室付き）である。2番のりばはJR時代は待避列車のみが使用していた。
駅舎はコンクリート作りの2階建で、出入口は駅舎のある西側のみとなっている。駅構内にはみどりの窓口（第三セクター移管のため、旅行会社扱いでJR券発売を行う）が有るほか、ICカード専用の簡易改札機・屋内待合室・発車標・化粧室などがある。
駅構内にはジェイアール西日本デイリーサービスネット金沢運営のセブン-イレブンキヨスクJR鯖江駅店（リニューアル前はステーション-ピット ちゃお）があったが、駅の第三セクター移管に先立って2024年（令和6年）1月8日に閉店した。その後、鯖江市が改修費の一部などを負担し、コンビニ跡と駅長室の計60平方メートルを利用して2025年2月にファミリーマートが出店することになった。
1階には観光案内所と鯖江駅眼鏡（眼鏡販売店）が併設して存在したが、2024年9月末に営業を終了した（同市の観光案内所は道の駅西山公園内のみとなる）。また、2階には食堂（今庄そば）があったが閉店し、2015年（平成27年）1月に図書館とカフェの機能を持つ施設「えきライブラリー tetote」がオープンした。
2階にあった図書館カフェ「えきライブラリー tetote」については、2025年（令和7年）6月7日に駅1階南側の旧市観光案内所などの約70平方メートルに移転することとなった。これに伴い2階の跡地（面積85平方メートル）には「サバエ エキナカフリースペース」として計33席からなるフリースペースが設置されることになった。
このほか建物が独立して交番（福井県警察鯖江警察署駅前交番）がある。
当地はマリンバを名産品としているため、マリンバで演奏したオリジナル曲が駅メロディ（発車メロディ）として使用されている。2000年から2017年3月12日までは接近メロディとして「ミッキーマウス・マーチ」、「となりのトトロ」が使用された。2017年3月13日より、マリンバによる別のオリジナル曲の発車メロディが流れるようになったため、それまでのマリンバによる接近メロディは廃止となった。

### のりば
| のりば | 路線                | 方向 | 行先           | 備考          |
| ------ | ------------------- | ---- | -------------- | ------------- |
| 1      | ■ハピラインふくい線 | 下り | 福井・金沢方面 | 一部2番のりば |
| 2・3   | ■ハピラインふくい線 | 上り | 武生・敦賀方面 |               |

- JR時代、列車運転指令上では、1番のりばが「下り本線」、2番のりばが「中線」、3番のりばが「上り本線」とされている。特急・急行列車は1・3番のりばを通っていた。

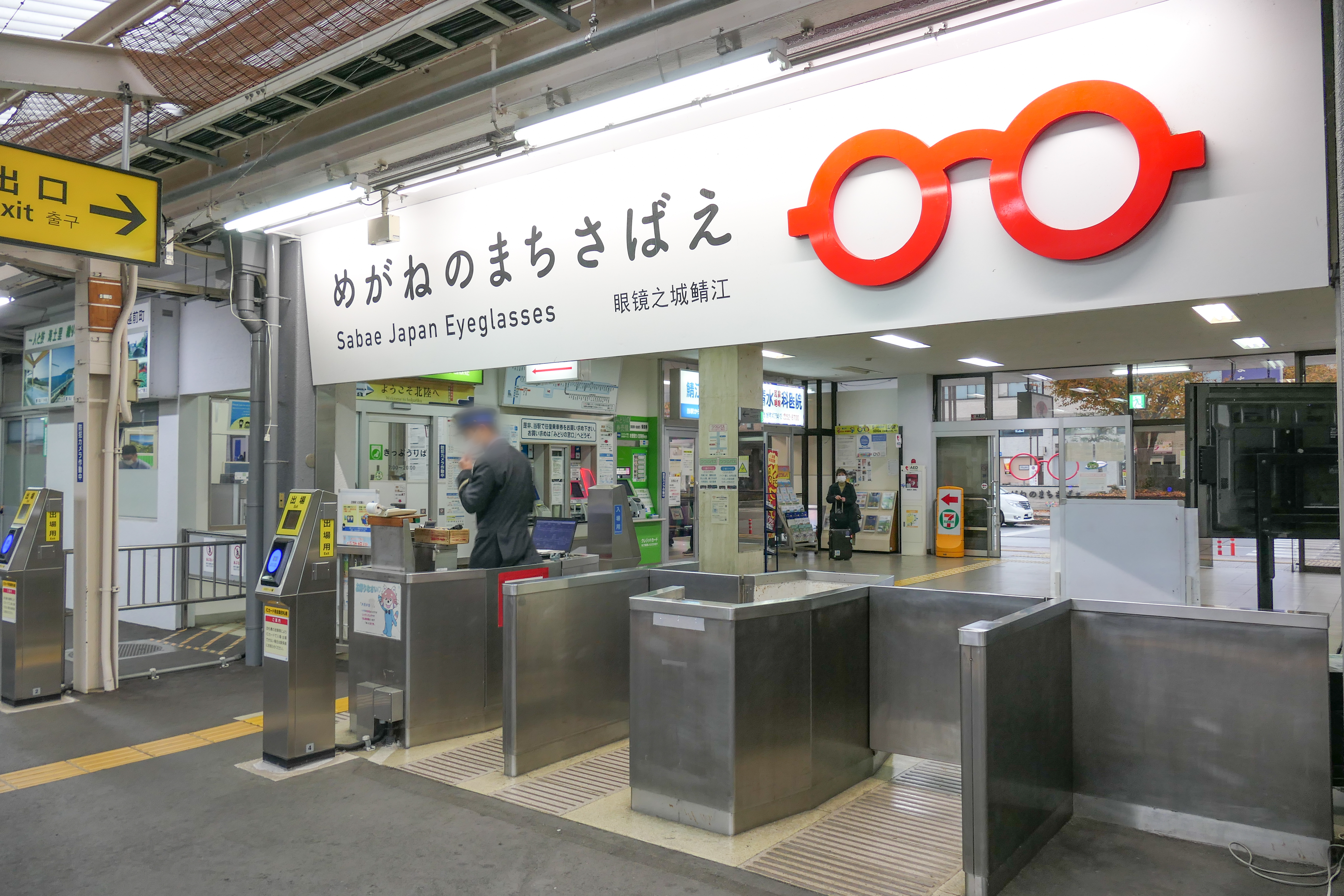
改札口（2022年11月）
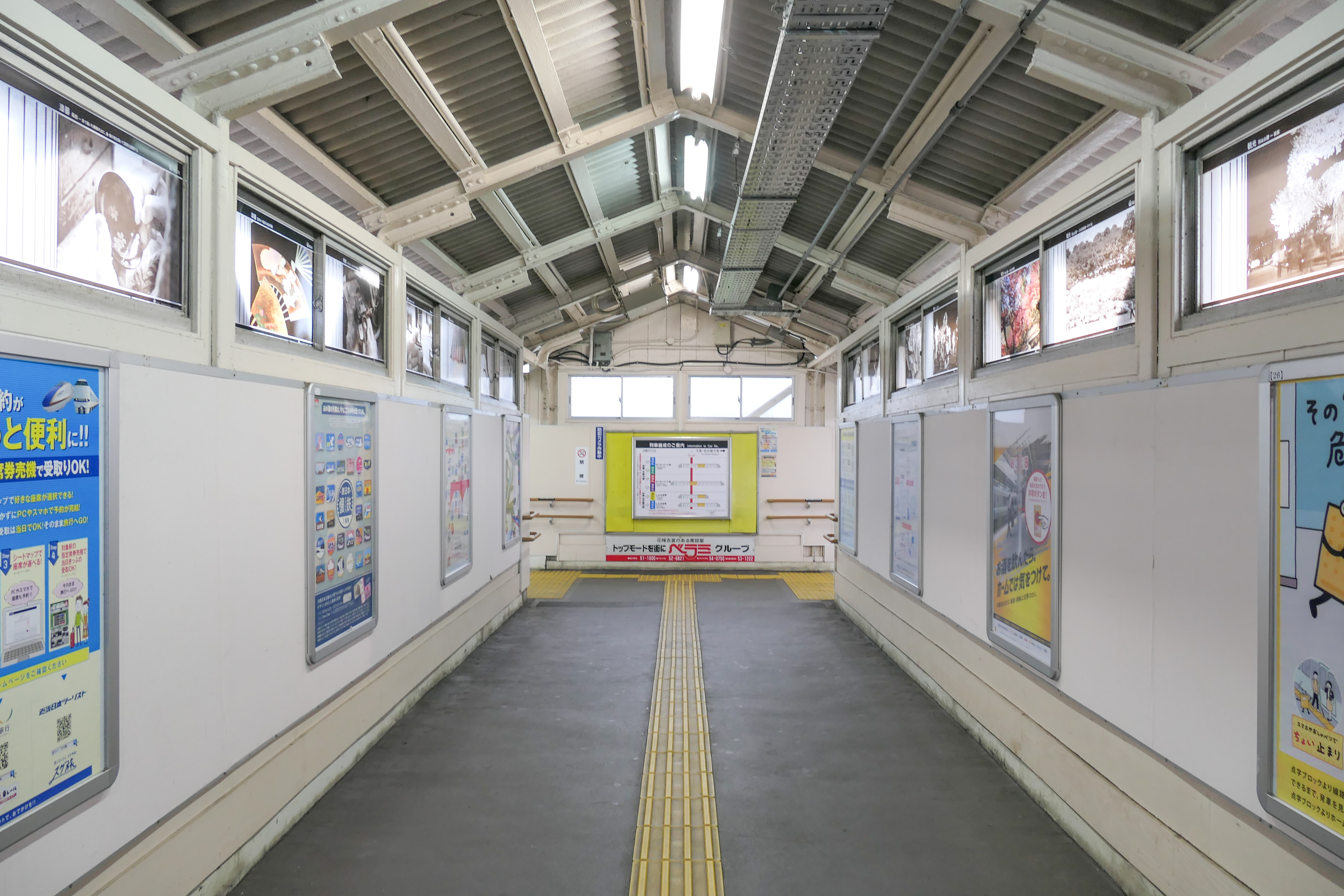
跨線橋（2022年11月）
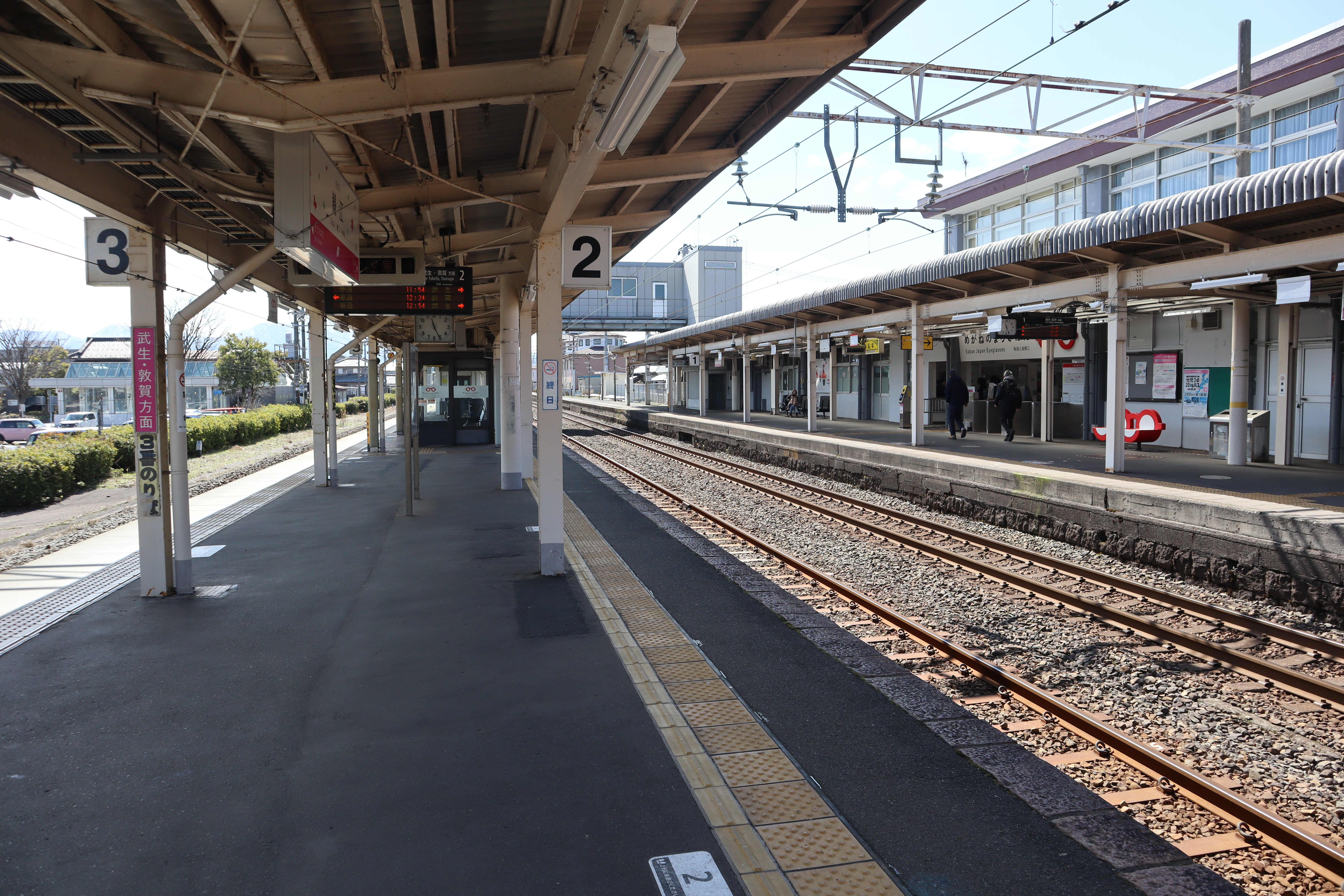
ホーム（2025年3月）
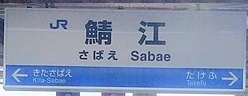
JR西日本時代の駅名標

## 利用状況
「福井県統計年鑑」によると、2022年（令和4年）度の1日平均乗車人員は2,025人である。
近年の1日平均乗車人員は以下の通り。
| 年度   | 1日平均 乗車人員 |
| ------ | ---------------- |
| 1997年 | 1,914            |
| 1998年 | 1,939            |
| 1999年 | 1,977            |
| 2000年 | 2,001            |
| 2001年 | 1,996            |
| 2002年 | 1,964            |
| 2003年 | 2,001            |
| 2004年 | 2,019            |
| 2005年 | 2,032            |
| 2006年 | 1,994            |
| 2007年 | 2,018            |
| 2008年 | 2,067            |
| 2009年 | 1,946            |
| 2010年 | 1,986            |
| 2011年 | 2,034            |
| 2012年 | 2,051            |
| 2013年 | 2,026            |
| 2014年 | 2,015            |
| 2015年 | 2,111            |
| 2016年 | 2,263            |
| 2017年 | 2,283            |
| 2018年 | 2,349            |
| 2019年 | 2,313            |
| 2020年 | 1,438            |
| 2021年 | 1,728            |
| 2022年 | 2,025            |

当駅が最寄りとなる福井県産業振興施設（サンドーム福井）でコンサートなどが行われる期間は、駅舎が混雑するため、入場制限を実施することがある。この期間中は臨時列車が運転されるほか、JR時代には速達タイプの特急サンダーバードが臨時停車することがあった。

## 駅周辺

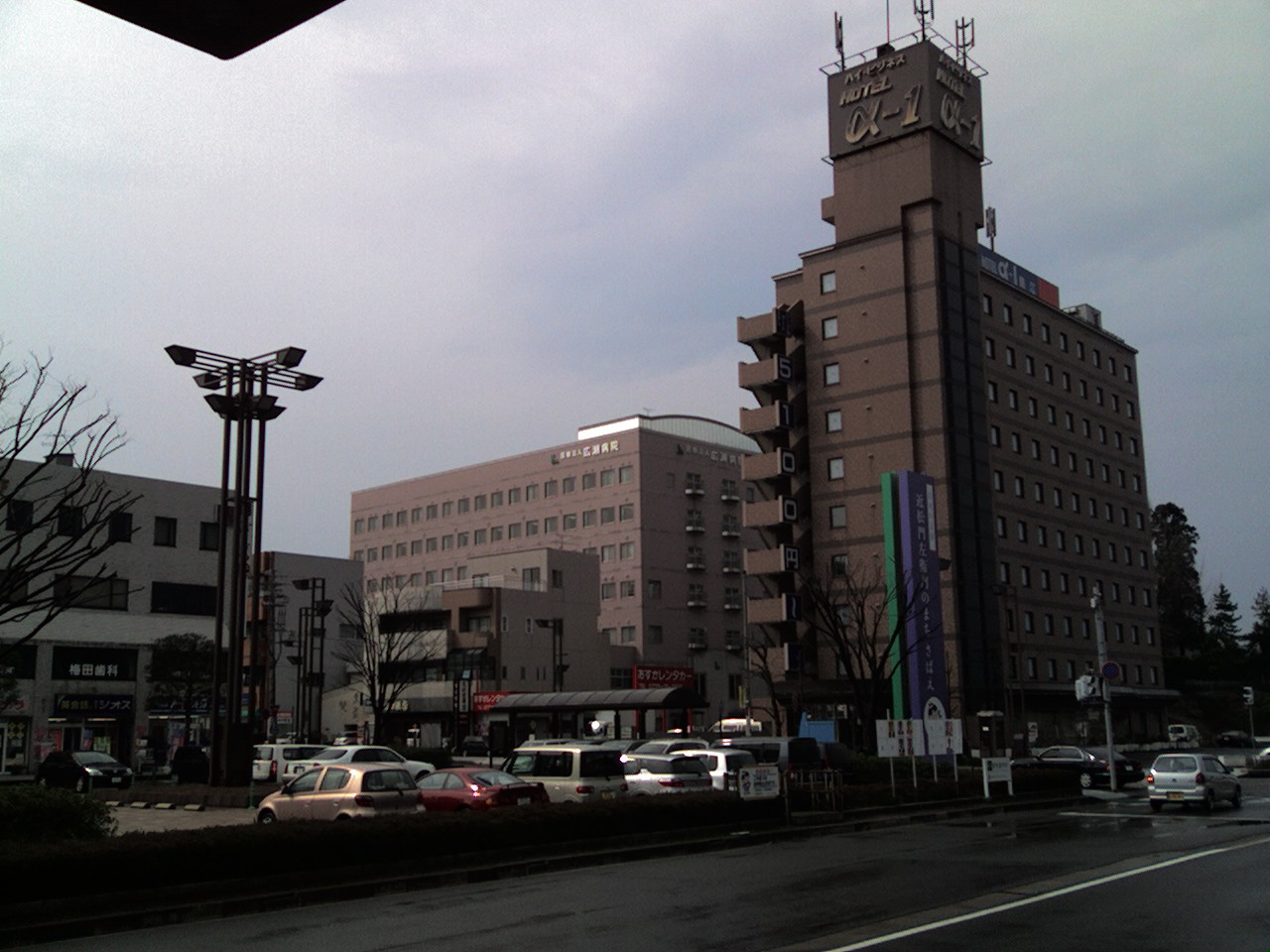
駅前（2007年3月）

前述のとおり、出入口は西側のみとなっており、駅東側へは駅舎近くの地下道（歩行者・自転車専用）で連絡している。また、当駅から東側900m先の「めがね会館」までは「メガネストリート」の愛称が付けられている。
駅西側
- 王山古墳群
- 植田家長屋門[29]
- 福井県立鯖江高等学校
- 鯖江市惜陰小学校
- ホテルアルファーワン鯖江
- 福井県道134号鯖江停車場線
- 福井県道194号西尾鯖江停車場線

駅東側
- めがね会館
  - めがねミュージアム
- 福井信用金庫鯖江営業部
- 国道8号
- 北陸自動車道鯖江IC

バス停留所は、JR鯖江駅（西口）1番（南側）のりば、JR鯖江駅（西口）2番（北側）のりば、JR鯖江駅東口に設置されていて、鯖江市コミュニティバス「つつじバス」が発着する。

## 福井鉄道 鯖江駅

### 駅構造
詳細な構造は不明である。乗り場は国鉄鯖江駅の1番乗り場（福井方面）反対面に存在した。改札業務は国鉄に委託していた。

### 歴史
- 1929年（昭和4年）4月1日：鯖浦電気鉄道の当駅 - 東鯖江駅間の開業に伴い駅開設[30][31]。
- 1945年（昭和20年）8月1日：鯖浦電気鉄道と福武電気鉄道との合併に伴い福井鉄道設立[31]。同社の鯖浦線の駅となる[30][31]。
- 1962年（昭和37年）1月25日：当駅 - 水落信号所（現在の福武線水落駅付近）間の廃線により廃止[30][31]。北陸本線今庄駅 - 福井駅間が交流電化されることで電化方式が異なり連絡が困難となるためである[31]。

### 廃止後
旧鯖江駅の構内跡は現在駐輪場になっている。なお、鯖浦線の廃止代替バスは鯖江駅発着ではなく、隣の北鯖江駅発着となっている。

## 隣の駅
ハピラインふくい
■ハピラインふくい線
■快速
武生駅 - 鯖江駅 - 福井駅
■普通
武生駅 - 鯖江駅 - 北鯖江駅
武生駅 - 当駅間に新駅が設置される予定となっている。

### かつて存在した路線
福井鉄道
鯖浦線
鯖江駅 - 東鯖江駅